# 叱列伏椿
叱列伏椿（？—566年），字千年，代郡西部人，西魏、北周官员。

## 生平
叱列伏椿在父亲叱列伏龟死后继承了长乐县公的爵位。周明帝宇文毓时期，叱列伏椿加车骑大将军、仪同三司，很快升任骠骑大将军、开府仪同三司，改封永世县公，食邑一千二百户。保定二年（562年），叱列伏椿出任豳州刺史。天和元年（566年），叱列伏椿出任左宫伯，进位大将军。天和元年，大将军、乐平公窦集突然感染风疾，精神错乱，失去知觉，先去治疗的医生们都说没救了。车骑大将军、仪同三司姚僧垣之后诊疗，使用汤药，药到病除。当时叱列伏椿苦于患痢疾多时，但是没有停止上朝拜谒皇帝。燕国公于谨曾经询问姚僧垣说：“乐平公和永世公都有经久难治愈的病，如果按我的意思，永世公的病情轻一些。”姚僧垣回答说：“病有深浅之分，时有克杀之分。乐平公虽然困于疾病，终当保全。永世公病情虽轻，必不免于死。”于谨说：“您说必死，应当在什么时候？”姚僧垣回答说：“不超过四月。”结果正如姚僧垣所说，于谨赞叹且惊异 。

## 姓氏
《周书·姚僧垣传》记载“大将军永世公叱伏列椿苦利积时，而不废朝谒。”山东大学历史系主任王仲荦教授据此指出，《北史》也作叱伏列椿，王仲荦认为叱列伏龟传之讹，叱伏列氏也是叱列氏的异译，经过后人倒植，遂讹为叱列伏。

## 家庭

### 父母
- 叱列伏龟，西魏侍中、骠骑大将军、开府仪同三司、恒州刺史、长乐县公
- 宇文氏，北周追赠太师、柱国大将军、大冢宰、大都督、恒朔等十州诸军事、恒州刺史、邵惠公宇文颢之女